# روبرت دبليو. سكوت
روبرت دبليو. سكوت (بالإنجليزية: Robert W. Scott)‏ هو سياسي أمريكي، ولد في 13 يونيو 1929 في هاو ريفر في الولايات المتحدة، وتوفي بنفس المكان في 23 يناير 2009. حزبياً، نشط في الحزب الديمقراطي. وقد انتخب نائب حاكم شمال كارولينا ‏ (8 يناير 1965 – 3 يناير 1969) وانتخب حاكم كارولينا الشمالية ‏ (3 يناير 1969 – 5 يناير 1973).